# Ping An Finance Center
El Ping An Finance Center (平安國際金融中心) es un rascacielos de 115 plantas y 599 m de altura que se encuentra en Shenzhen, provincia de Guangdong, China. La torre fue encargada por la compañía de seguros Ping An Insurance, y diseñada por la firma de arquitectos estadounidense Kohn Pedersen Fox. La construcción finalizó en marzo de 2017. Actualmente es el quinto edificio más alto del mundo, así como el segundo edificio más alto de China. El observatorio y última planta está a 562 metros, siendo el tercer edificio con la última planta más alta del mundo. El complejo del centro financiero contará con otro rascacielos de 293 metros de altura y 51 plantas, que albergará un hotel y oficinas.

## Galería

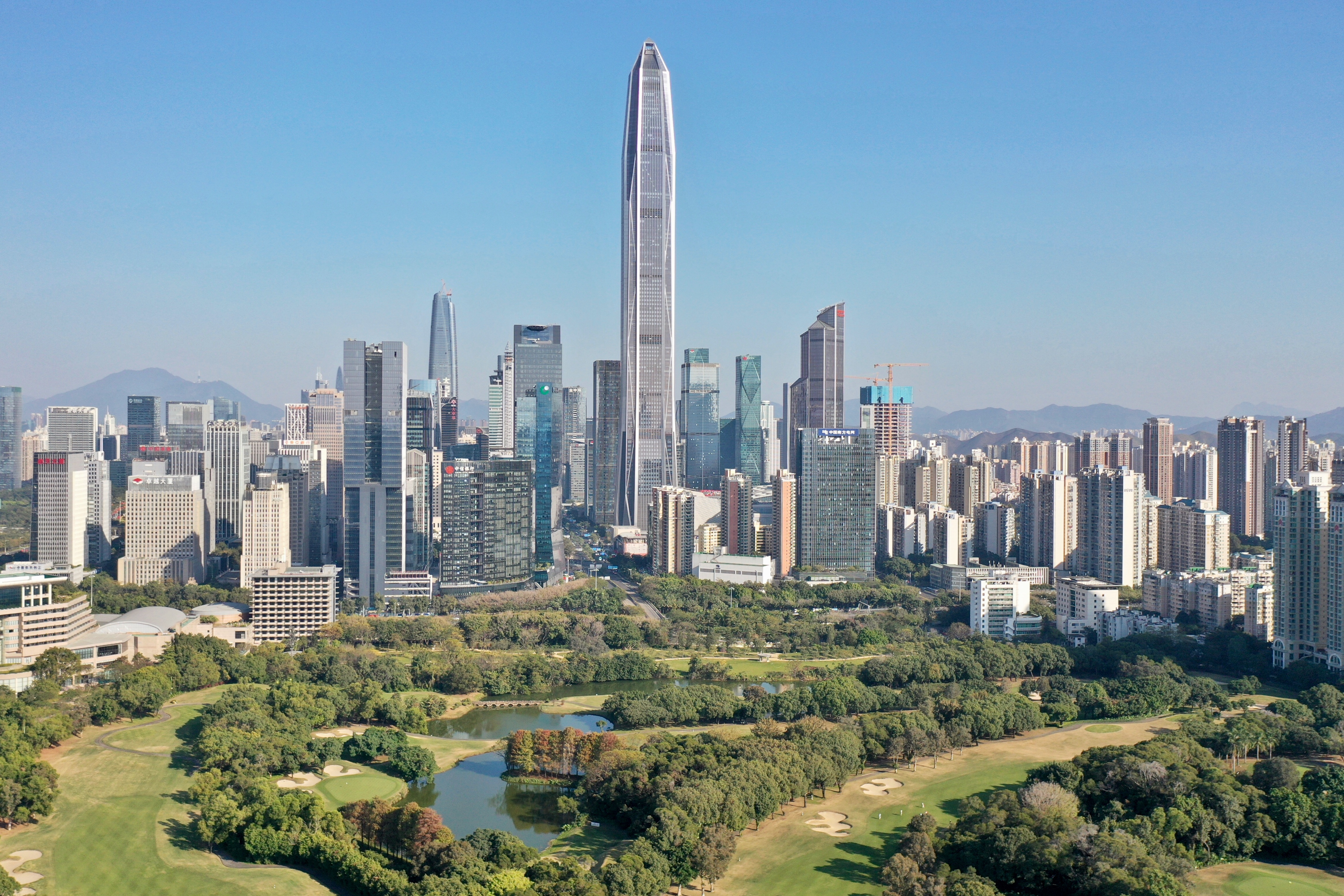
Panorámica en 2020.
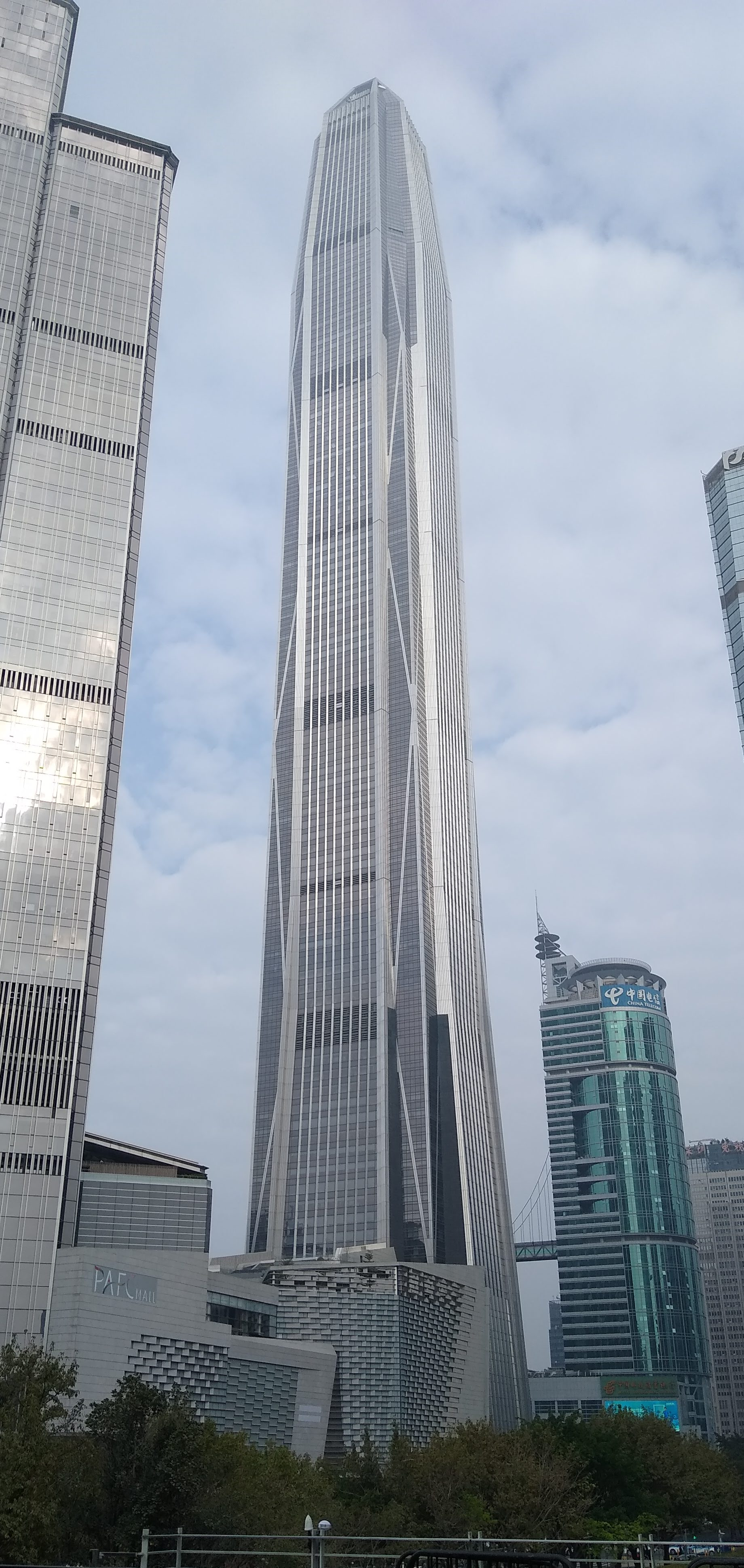
Panorámica en 2019.
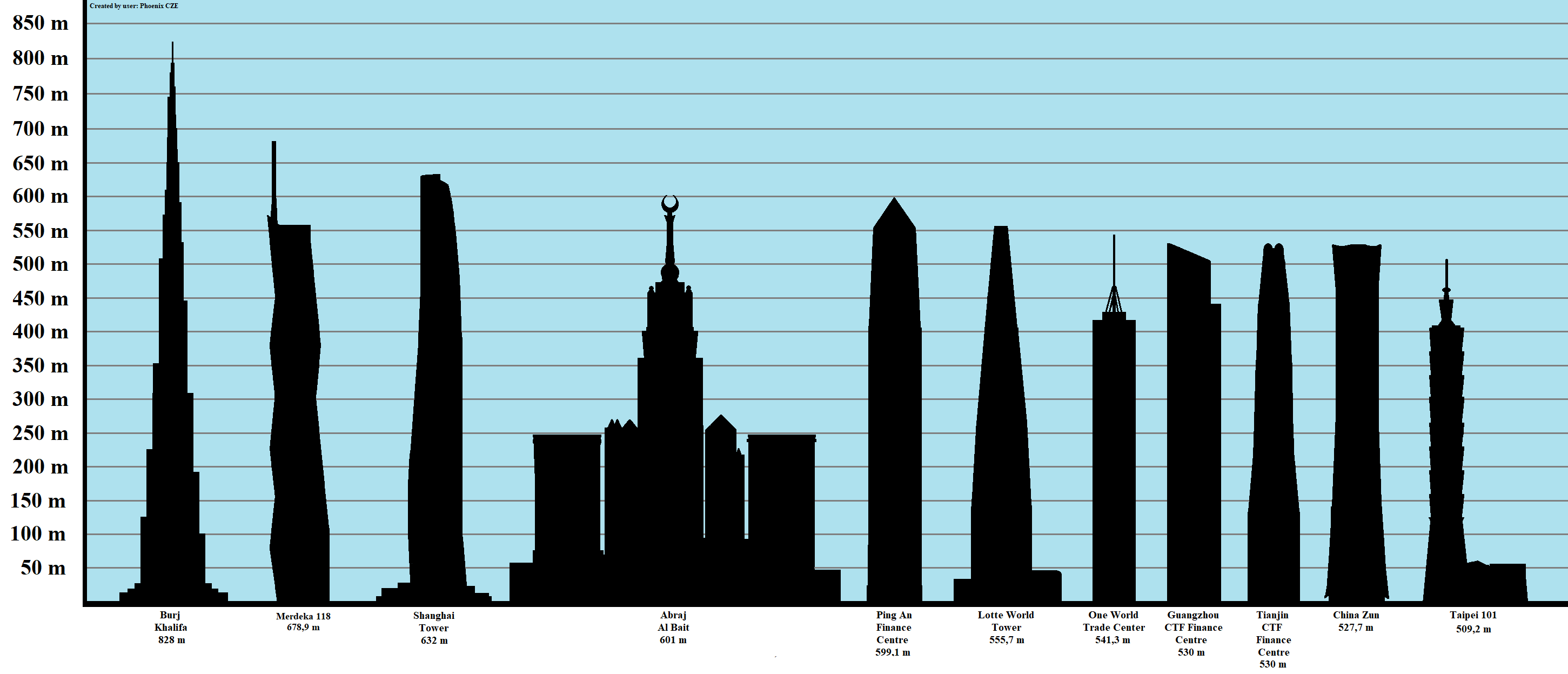
Diagrama de los rascacielos más altos del mundo.
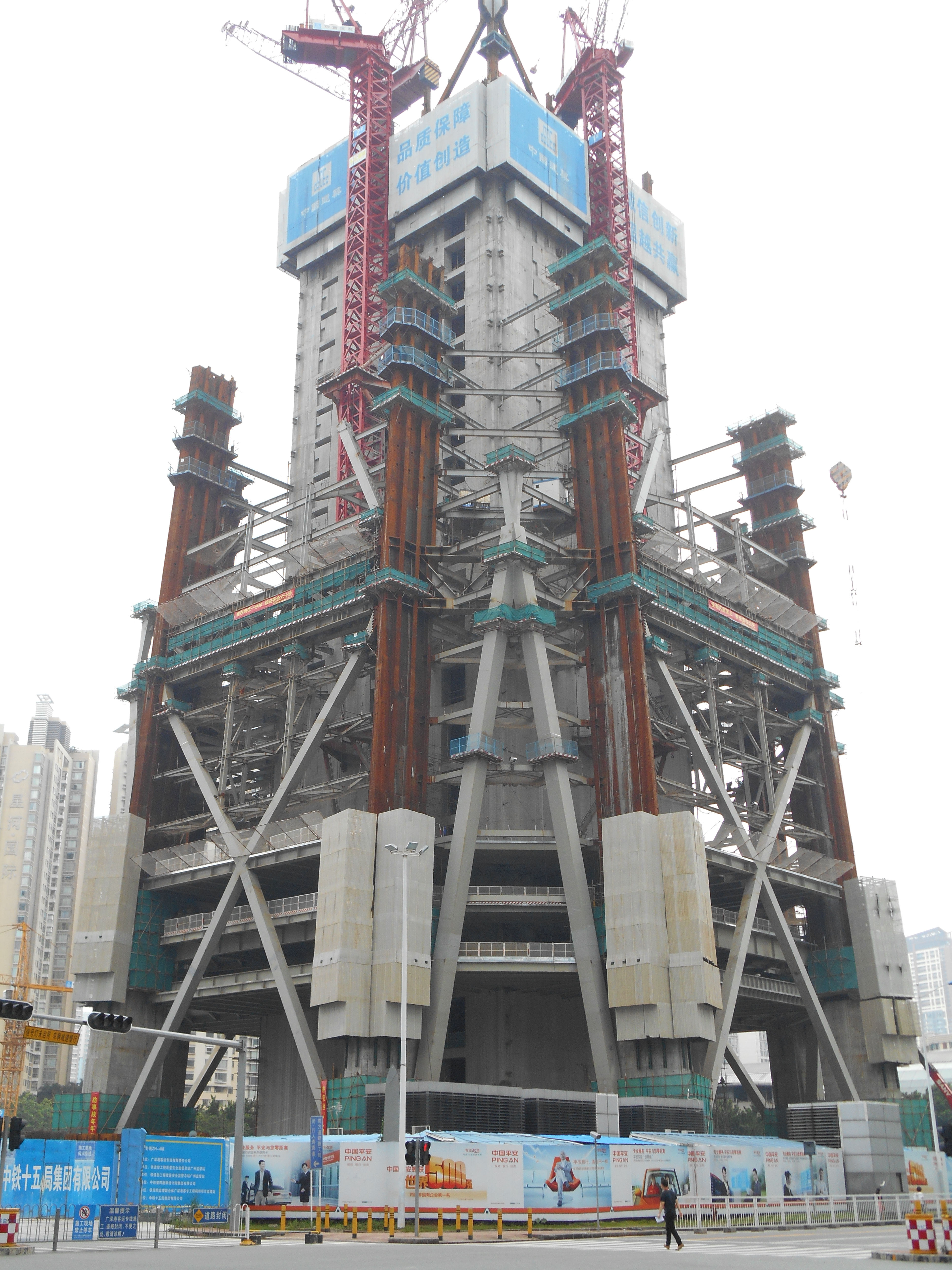
24 de junio de 2013
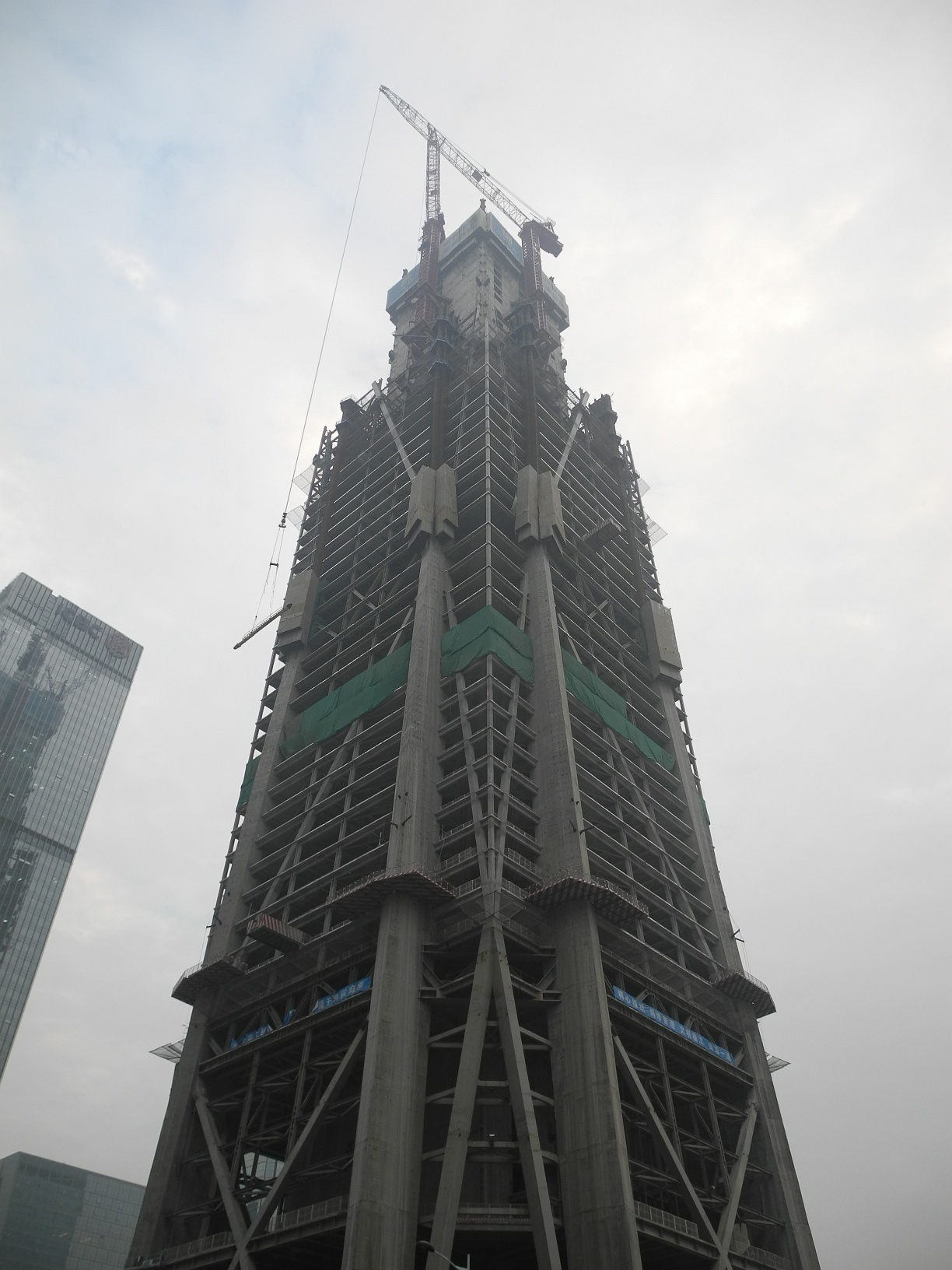
13 de diciembre de 2013
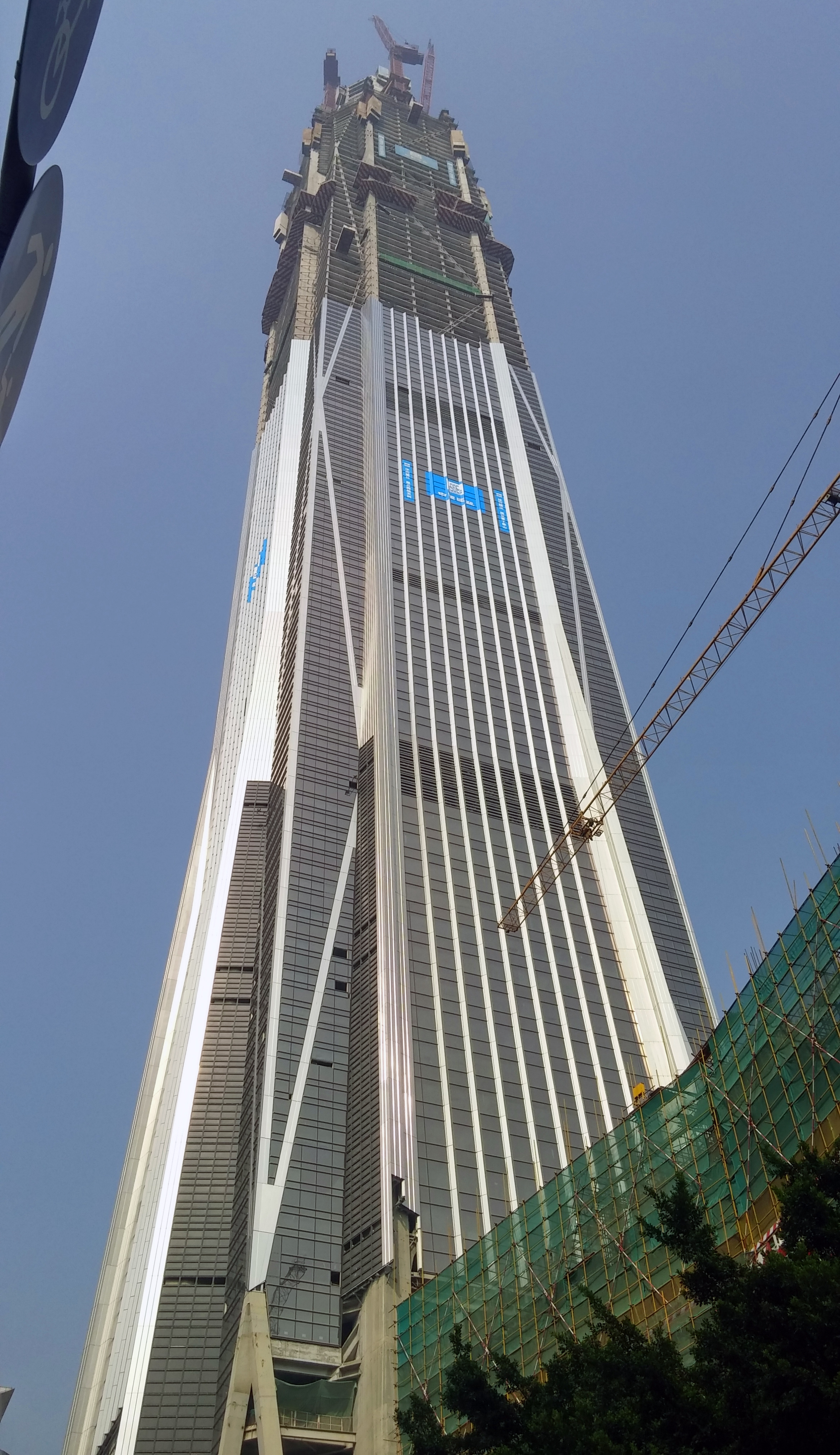
25 de noviembre de 2014
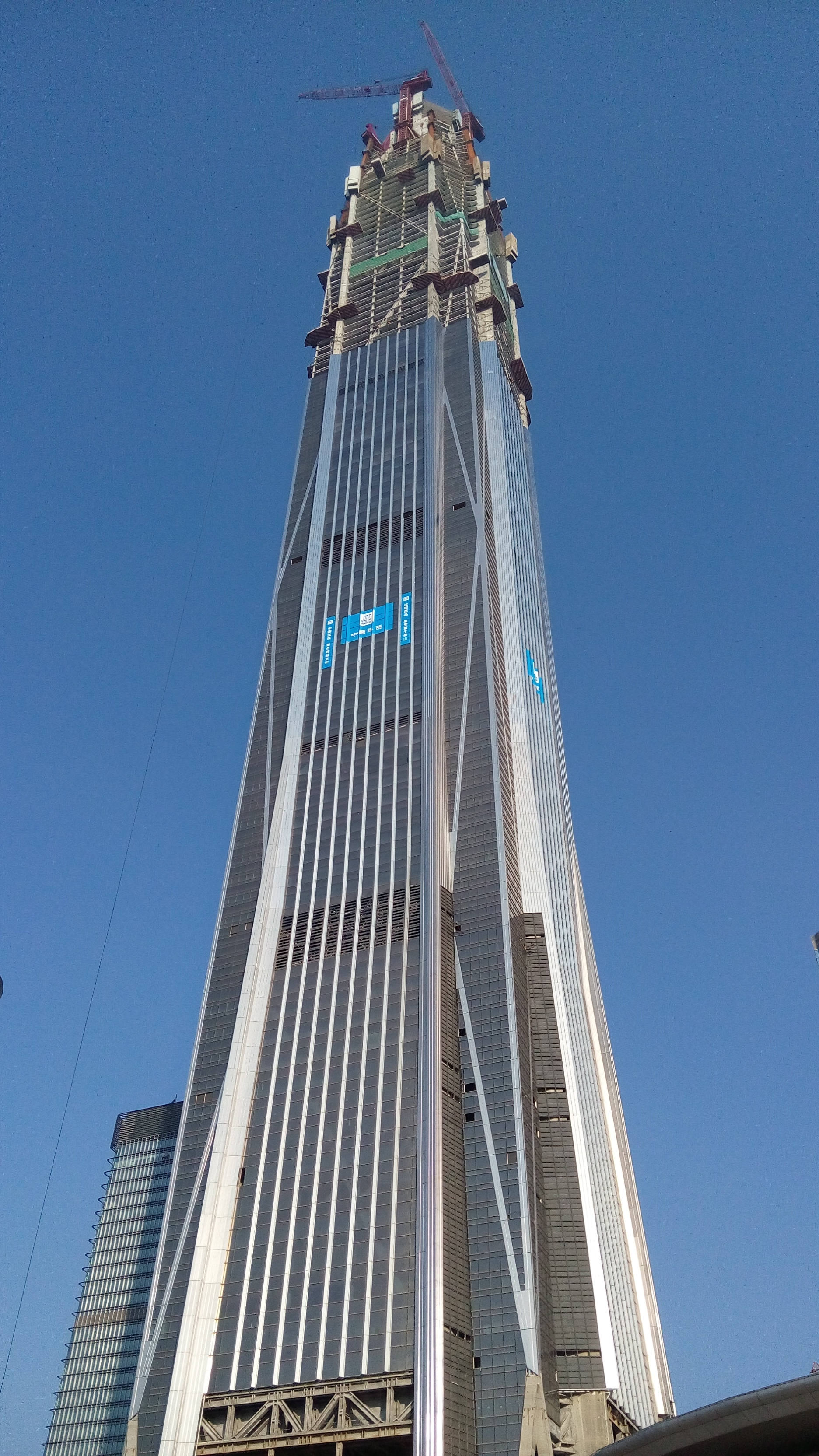
21 de diciembre de 2014
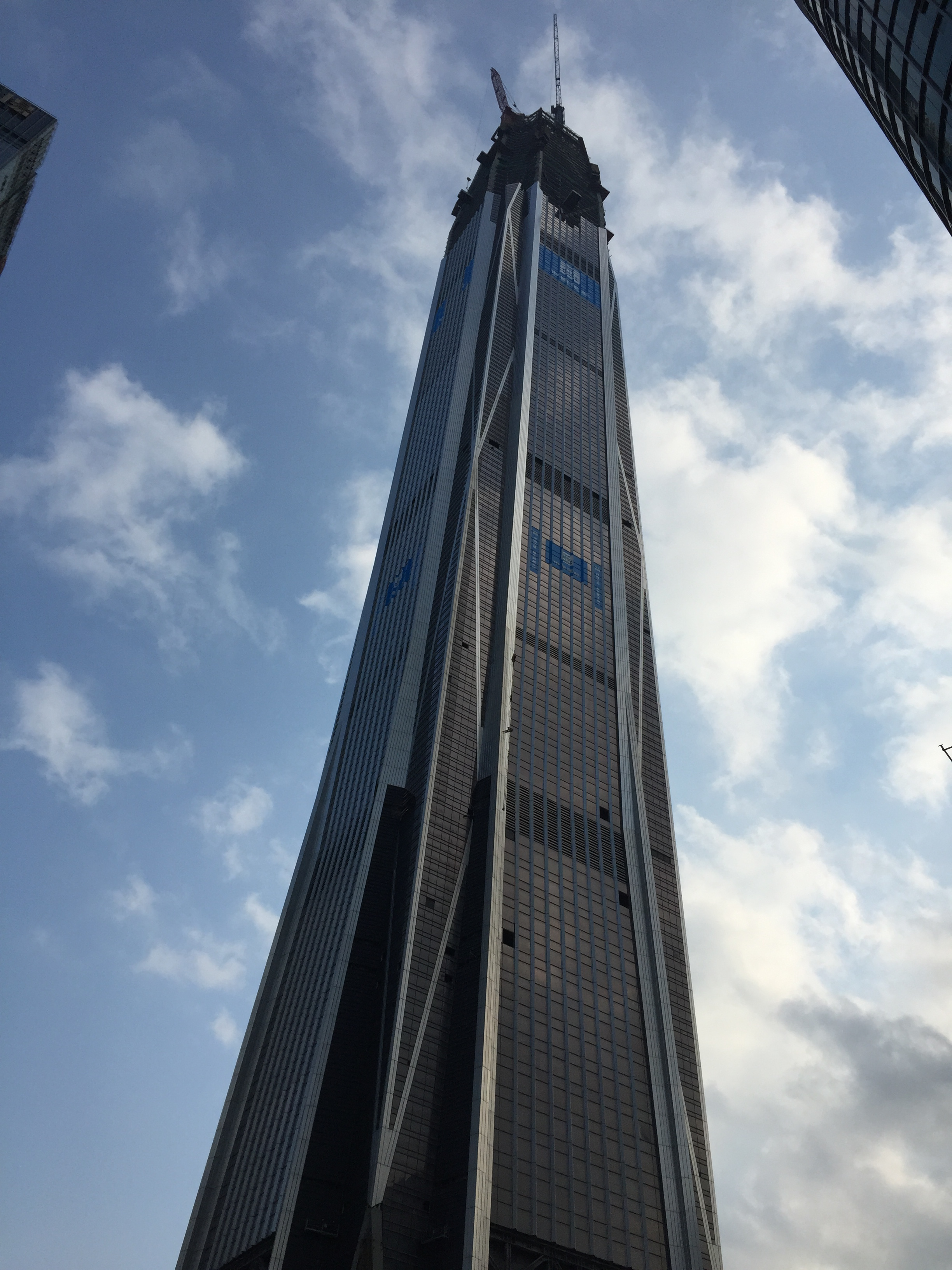
3 de mayo de 2015
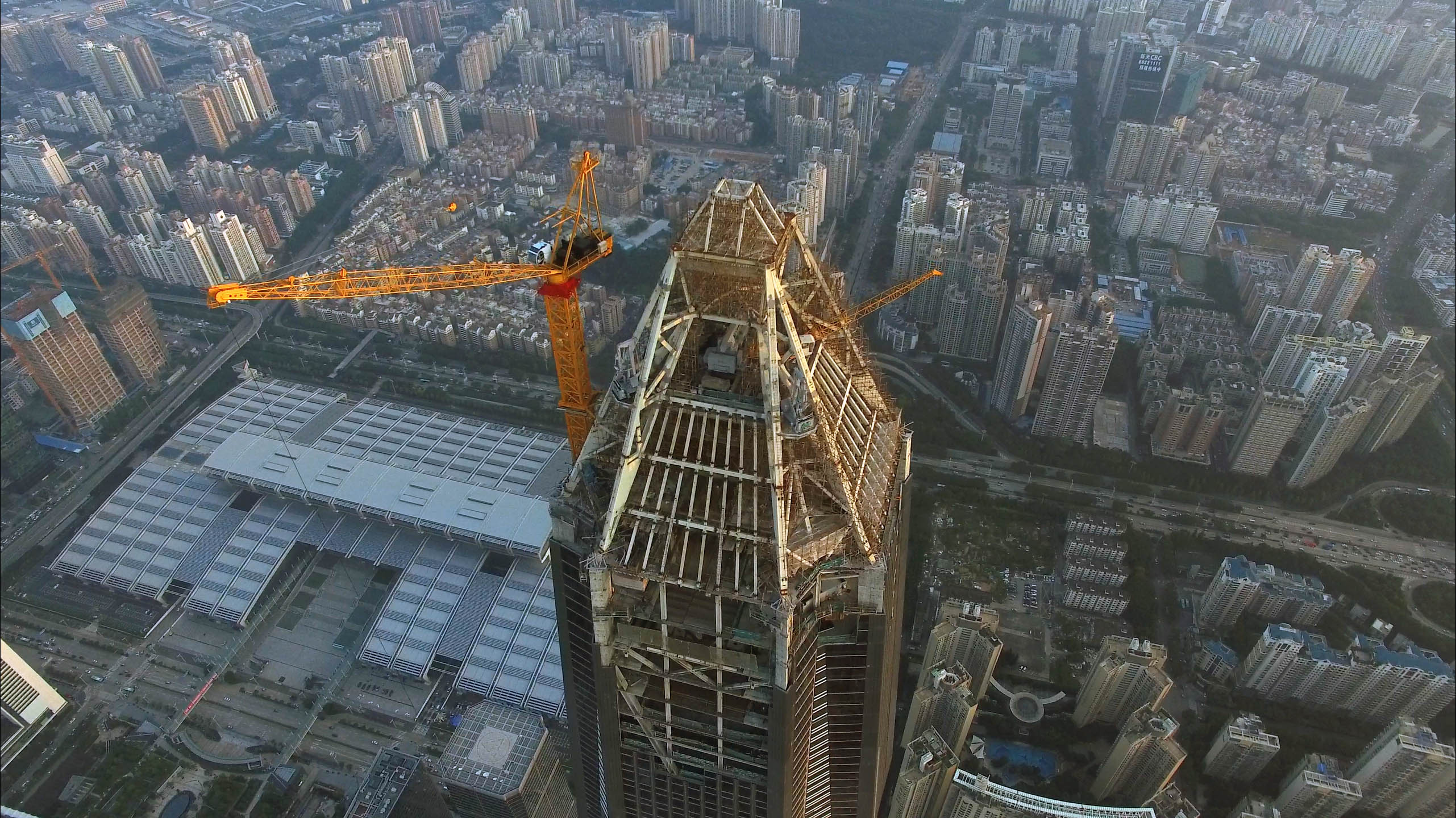
26 de septiembre de 2015